# Caloplaca sublobulata
Caloplaca sublobulata är en lavart som först beskrevs av William Nylander och som fick sitt nu gällande namn av Alexander Zahlbruckner. 
Caloplaca sublobulata ingår i släktet orangelavar och familjen Teloschistaceae. Inga underarter finns listade i Catalogue of Life.